# Najib Sohrawardi
Abū al-Najīb Abd al-Qādir Suhrawardī est un maître soufi persan né en 1097 à Sohrevard, dans la province de Zanjan, et mort en 1168. Il est l'oncle paternel de Omar Sohrawardi avec qui il fonda la confrérie soufie Sohrawardyya à Baghdad,.
Il fut le disciple de Ahmad Ghazali,,.

## Œuvre
Il a rédigé un ouvrage intitulé : Âdâb al-Murîdîn, qui concerne la maîtrise de soi dans la vie quotidienne.